# Nautil
 For alternative betydninger, se Nautilus.
En nautil (f.eks. Nautilus pompilius pompilius) er et bløddyr med et sneglelignende hus, som lever i havet. Nautildyr kan have op til 90 tentakler og er mellem 3 og 30 cm i diameter.

## Klassifikation
Familie: Nautilidae
- Slægt: Allonautilus
  - Art: Allonautilus perforatus
  - Art: Allonautilus scrobiculatus
- Slægt: Nautilus
  - Art: Nautilus belauensis
  - Art: Nautilus macromphalus
  - Art: Nautilus pompilius
    - Underart: Nautilus pompilius pompilius
    - Underart: Nautilus pompilius suluensis

  - Art: Nautilus stenomphalus